# Hwajeon (métro de Séoul)
Hwajeon (hangeul : 화전 ; hanja : 花田), est une station de passage de la ligne Gyeongui-Jungang du métro de Séoul. Elle est située, au 53 Hwarang-ro, dans le quartier Hwajeon-dong, rrondissement Deogyang-gu (en) sur le territoire de la ville Goyang, au nord de Séoul dans la province Gyeonggi-do, en Corée du Sud.
La gare d'origine est ouverte en 1954, déplacée, elle devient une station de métro en 2009. Elle est sous-nommée Korea Aerospace Université en novembre 2023. La station est desservie par les circulations des rames omnibus et express sur la ligne Gyeongui-Jungang.

## Situation sur le réseau

Plan du réseau du métro de Séoul (2023)

Établie en aérien, Hwajeon, est une station de passage de la ligne Gyeongui-Jungang du métro de Séoul : elle est située entre la station Gangmaen, en direction du terminus ouest Munsan, et la station Susaek, en direction du terminus est Jipyeong.

## Histoire

### Gare ferroviaire (1954-2009)
La gare d'origine, de Hwajeon, est mise en service le 1er septembre 1954. Une billetterie temporaire y est installée le 16 septembre 1966.
La gare est déplacée de 200 mètres en direction du nord le 1er février 1972. Elle devient une gare ordinaire le 1er mars 1973. La gare est fermée en 2009.

### Station de métro (depuis 2009)
Déplacée vers un nouveau site et reconstruite Hwajeon devient une station de métro, le 1er juillet 2009, sur la ligne Gyeongui, électrifiée à double voie. Elle devient une station de la ligne Gyeongui-Jungang lors de sa création en 2014.

## Services aux voyageurs

### Accès et accueil
Située au 53 Hwarang-ro, dans le quartier Hwajeon-dong, elle dispose de deux accès. Elle est équipée d'automates pour les titres de transport.

### Desserte
Hwajeon est desservie par les rames omnibus qui circulent sur l'ensemble de la ligne principale, et par le service express : Jungang Express.

Installations
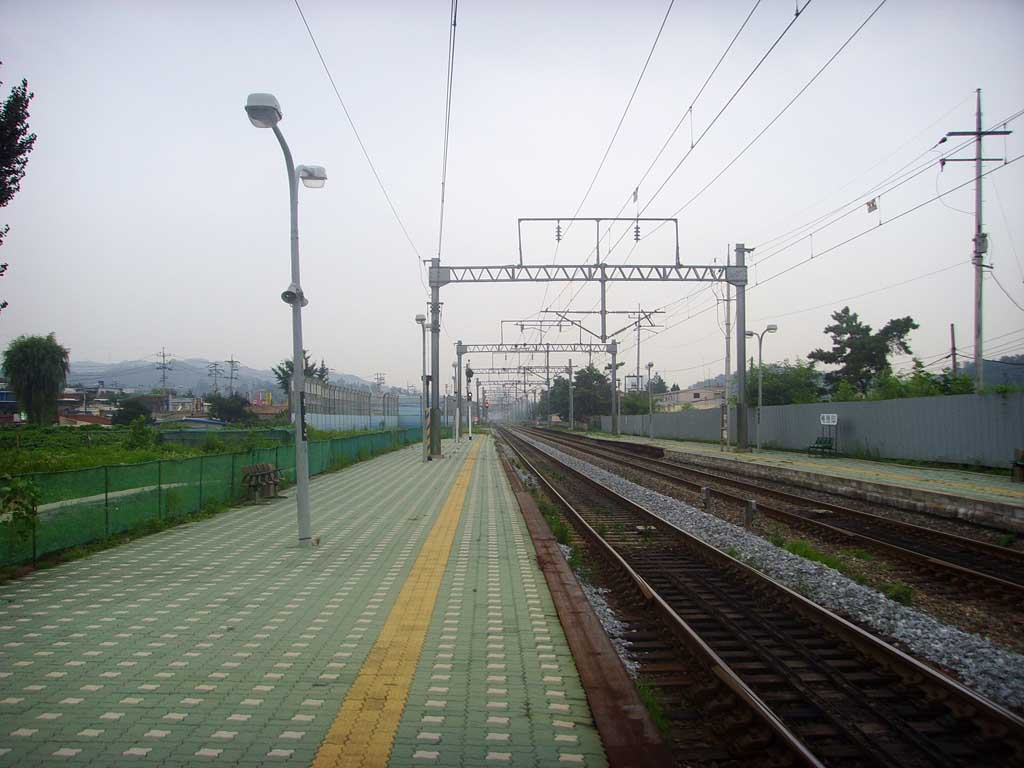
En 2007.
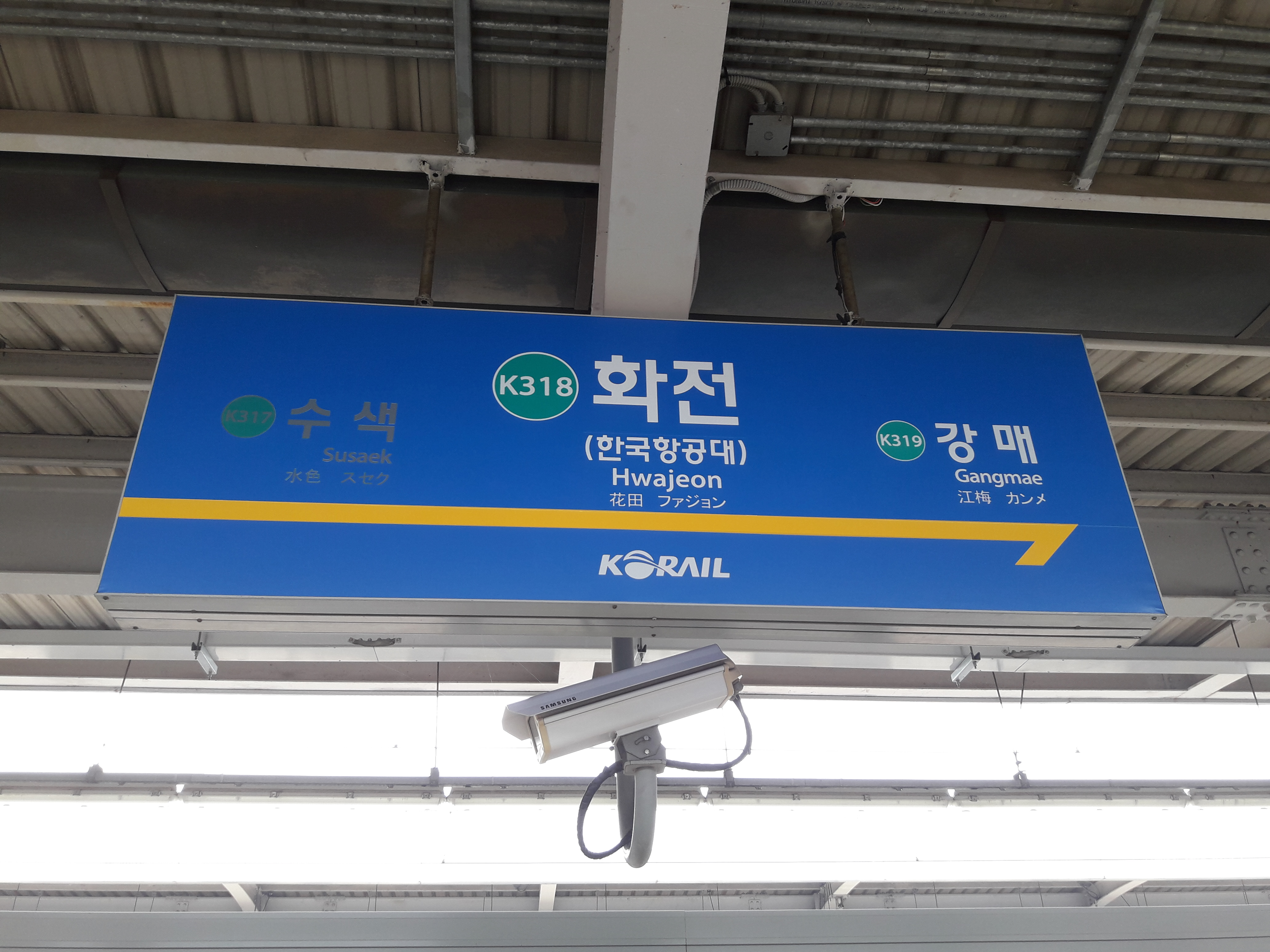
En 2017
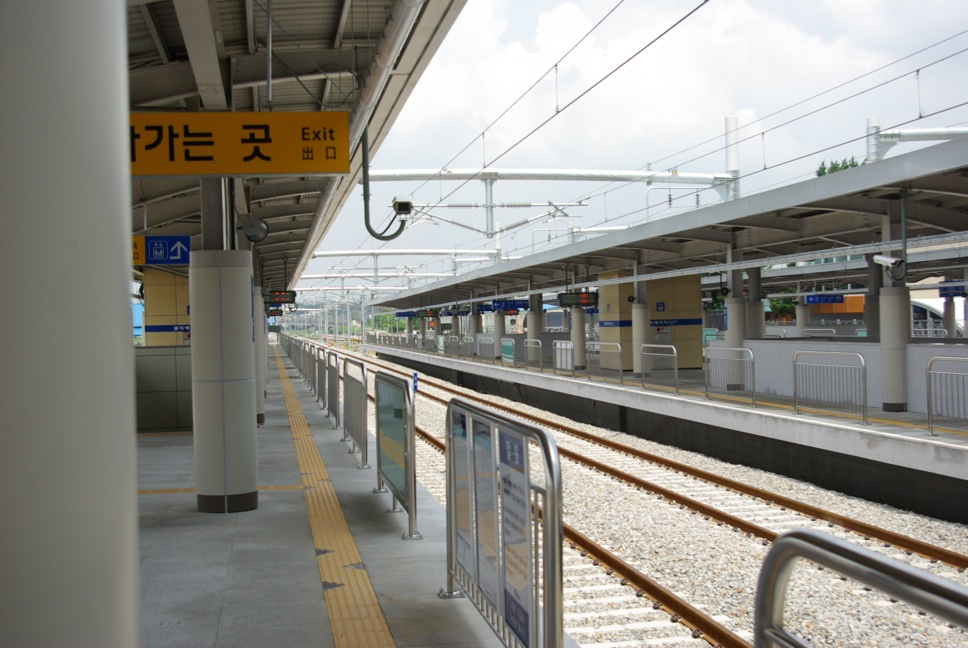
En 2009.

### Intermodalité
Des arrêts de bus sont situés à proximité.